# Saccharum narenga
Saccharum narenga är en gräsart som först beskrevs av Christian Gottfried Daniel Nees von Esenbeck och Ernst Gottlieb von Steudel, och fick sitt nu gällande namn av Eduard Hackel. Saccharum narenga ingår i släktet Saccharum och familjen gräs. Inga underarter finns listade i Catalogue of Life.